# Kooperation
Kooperation (lateinisch cooperatio ‚Zusammenwirkung‘, ‚Mitwirkung‘) ist das zweckgerichtete Zusammenwirken bzw. Zusammenarbeiten zweier oder mehrerer Lebewesen, Personen oder Systeme mit gemeinsamen Zielen oder Perspektiven. Ist die wechselseitige Einwirkung der Akteure nicht intentional oder zweckgerichtet, spricht man hingegen von Interaktion. Kooperation und Interaktion sind wesentliche Merkmale menschlicher Arbeit in sozialen Systemen.

## Allgemeines
Kooperation führt häufig zum Nutzen für alle Beteiligten. Es gibt aber auch erzwungene Kooperation oder unter Täuschung zustande gekommene Kooperation, bei der eine Seite mehr oder alle Vorteile aus dieser Kooperation zieht und die andere nur Kosten hat (vgl. Trittbrettfahrerproblem). Da Kooperation neben Variation und Selektion eine zentrale Rolle in der Evolution des Lebens spielt, kann man die Entstehung und Entwicklung höherer Lebensformen nur unter Einbeziehung ihrer Kooperationsformen beschreiben. Dazu werden die Mechanismen der Kooperation auch mathematisch modelliert.
Kooperation ist zumindest für deren Dauer ein Zusammenschluss im Sinne von Systembildung. Es bildet sich auf einer höheren organisatorischen Ebene (zeitweise) ein neues System – als bedeutsamer Wesenszug der Phylogenese. Dessen Teilnehmer – die Kooperationspartner – erwarten ein der Kooperation entsprechendes Verhalten (Quid pro quo – einen Ausgleich von Nutzen und Kosten). Diese Erwartungen können als Rechte und Pflichten verhandelt und vereinbart werden. Für Kooperation sind weder Freundschaft noch Voraussicht oder Kognition notwendig. Die Erklärung des Zustandekommens von Kooperation ist ein wichtiges Forschungsgebiet der Spieltheorie.

## Kooperation in der Natur
Auch in der Natur kommt Kooperation nicht nur bei Primaten vor. Allerdings ist sie bei niedrigeren Lebensformen nicht intentional. So hat beim Zusammenspiel der koloniebildenden Insekten – etwa in einem Ameisenhaufen – jedes Tier bestimmte Aufgaben zu erfüllen, um das System Insektenstaat in seiner Gesamtheit am Leben zu erhalten (vgl. Hymenopterenstaat). Auch die Symbiose ist eine Form der zweckmäßigen Kooperation zweier Organismen. Kooperation ist auch auf der molekularen Ebene zu finden: Aminosäuren verbinden sich unter Wasserabspaltung zu längeren Ketten und bilden Proteine, ohne die das Leben, so wie wir es kennen, nicht möglich wäre.
In der theoretischen Biologie wird Kooperation auch als komplexes adaptives System beschrieben.

## Kooperation bei den Menschen

### Vorstufen der Kooperation
Konflikt ist nicht „Ausnahme“, „irrationales“ oder „emotionales“ abweichendes Verhalten und eben auch nicht notwendig destruktiv. Konflikt ist vielmehr Grundmerkmal jedes menschlichen Zusammenseins (Georg Elwert).

### Kleinkinder
Eine bemerkenswerte menschliche Fähigkeit ist die gemeinschaftliche Arbeit an Problemen oder Aufgaben, die allein nicht zu bewältigen wären. Schon Kleinkinder können Ziele und Aufmerksamkeit gemeinsam mit anderen entwickeln und zeigen die Motivation, anderen zu helfen und mit ihnen zu teilen. Zwischen neun und zwölf Monaten interagieren Säuglinge nicht mehr nur entweder mit einer Person oder einem Gegenstand, sondern verbinden diese in einer dreiseitigen (triadischen) Interaktion. Diese frühen Triaden bilden den Ausgangspunkt für tatsächliche Kooperation. Diese wird von Wissenschaftlern der Abteilung für Vergleichende und Entwicklungspsychologie am Max-Planck-Institut für evolutionäre Anthropologie so definiert: Neben dem gegenseitigen Eingehen aufeinander sind die Beteiligten durch ein gemeinsames Ziel verbunden, und die Akteure stimmen ihre Rollen miteinander ab, wozu auch die Unterstützung des Anderen in seiner Rolle gehört. In neurophysiologischer Hinsicht spielen die Spiegelneuronen eine wichtige Rolle in diesem Prozess.

### Vergleich internationaler Gesellschaften
Eine 2010 publizierte Studie untersuchte über Daten aus mehreren Ländern, warum auch in großen Gesellschaften, wo sich die Leute nur wenig kennen, also zwischen Fremden, Kooperation stattfindet. Nach der Erklärung von Autoren basiert die moderne Gesellschaft nicht allein auf Basis einer immanenten menschlichen Psyche, auch soziale Normen – so die Ausbildung von Moral – und formelle wie auch informelle Institutionen haben die Menschen wesentlich geprägt. Größere und komplexere Gesellschaften konnten demnach erst dann entstehen und in dem Ausmaß zu Wohlstand kommen, in dem solche Normen und Institutionen die faire Kooperation von untereinander Fremden ermöglichten.

## Wirtschaftskooperation

### Betriebswirtschaftslehre
In der Betriebswirtschaftslehre ist eine Kooperation die freiwillige Zusammenarbeit von Unternehmen, die rechtlich selbstständig bleiben. Die beteiligten Unternehmen geben somit aber einen Teil ihrer wirtschaftlichen Souveränität ab. Werden Partner außerhalb der Akteursgruppe der Unternehmen in die Kooperation eingebunden, spricht man von „intersektoralen Kooperationen“. Diese Form der Zusammenarbeit spielt vor allem im Bereich der nachhaltigen Entwicklung eine zunehmend wichtige Rolle. Beispiele sind die Sustainability-Netzwerke, die auf dem Weltgipfel für nachhaltige Entwicklung 2002 in Johannesburg gegründet bzw. international registriert wurden.
Kooperation von Unternehmen ist aus ordnungspolitischer Sicht grundsätzlich zu begrüßen. Insbesondere führen Kooperationen im Handel – in vielfältigen Formen horizontaler, vertikaler und vielfältiger Art – dazu, dass Tausende von kleinen und mittleren Unternehmen in ihrer Existenz gesichert sind und wettbewerbsfähig bleiben. Konkrete Kooperationsformen im Handel können sich auf einzelne oder auf mehrere betriebliche Funktionalbereiche beziehen, auf Information, Einkauf, betriebliche Leistungserstellung, Verkauf (horizontal oder vertikal), Verwaltung, Finanzierung, Marktordnung und/oder baulich-technische Gestaltung. Namentlich durch die gemeinschaftliche Nutzung des Instrumentariums des modernen Handelsmarketings werden Handelsunternehmen Chancen eröffnet, die ihnen als isoliert handelnden Unternehmen verwehrt bleiben müssten (z. B. Einkaufspreisvorteile, Gemeinschaftswerbung, gemeinschaftliche Schulung oder eigene Handelsmarken). Die zwischenbetriebliche Zusammenarbeit mit ihren Besonderheiten stellt auch für die traditionelle Wirtschaftstheorie eine Herausforderung dar; denn weder die Makroökonomie noch die Mikroökonomie erfassen die Arteigenheiten der Kooperationen angemessen. Als adäquate Verbundlehre kommt daher eine Mesoökonomie als dritter Zweig der Wirtschaftstheorie in Betracht. Soweit Kooperationen wettbewerbspolitisch negative Wirkungen haben, werden sie eingeschränkt durch das Kartellrecht, namentlich Unternehmenszusammenschlüsse zum Zwecke der Schädigung Dritter oder zum Zwecke der Wettbewerbsbeschränkung (Kartelle).
In diesen Zusammenhang gehören auch die sogenannten Gemeinschaftsunternehmen (Joint Venture), Einkaufsgemeinschaften, Gelegenheitsgesellschaften, Genossenschaften, Interessengemeinschaften sowie Marketingkooperationen. Man spricht dabei auch von Symbiose, gegenseitiger Hilfe, Mutualismus bzw. kollektivem Handeln.
Im administrativen Bereich spricht man von Verwaltungskooperationen.
Für die Neue Institutionenökonomik ist Kooperation eine Mischform von Markt und Hierarchie, durch die die Parteien sich beidseitig freiwillig vertraglichen Regeln des Austauschs unterstellen. Diese begrenzen die Handlungsmöglichkeiten beider Seiten, führen aber zu einem größeren gegenseitigen Vorteil als durch Hierarchie oder Markt alleine.

### Grundprinzipien der Kooperation
Es kann grundsätzlich zwischen zwei Grundprinzipien der Kooperation unterschieden werden:
1. Die synergetische Kooperation, in der Neues durch die Kooperation geschaffen wird, was durch die Einzelteile nicht möglich ist (z. B. Spezialentwicklungen, oft auch F&E-Vorhaben) und
2. die additive Kooperation, in der Prozesse oder Abläufe durch die Kooperationspartner zusammengefasst werden, um einen optimierenden Effekt zu erzielen (zum Beispiel Beschaffungs-Gemeinschaften, im Handel insbesondere Einkaufsgenossenschaften und Einkaufsverbände nicht-genossenschaftlicher Rechtsform).

### Kooperation als Produktivkraft
Für die klassische englische Nationalökonomie seit Adam Smith stellte Kooperation in Verbindung mit Arbeitsteilung eine wichtige Produktivkraft dar. Karl Marx spricht im 11. Kapitel des ersten Bandes von Das Kapital von der gesellschaftlichen Produktivkraft der Arbeit durch die Kooperation, dass die mechanische Kraftsumme vereinzelter Arbeiter weit entfernt sei von der „gesellschaftlichen Kraftpotenz, die sich entwickelt, wenn viele Hände gleichzeitig in derselben ungeteilten Operation zusammenwirken, z. B. wenn es gilt, eine Last zu heben, eine Kurbel zu drehn oder einen Widerstand aus dem Weg zu räumen.“ Es handele sich dabei „nicht nur um Erhöhung der individuellen Produktivkraft durch die Kooperation, sondern um die Schöpfung einer Produktivkraft, die an und für sich Massenkraft sein muss“ und als solche höher als die Summe der Individualkräfte ist.
Für Arbeitnehmer werden kooperative Aufgaben in einem Unternehmen nicht notwendigerweise ohne Konkurrenz gelöst, worauf auch schon Marx hingewiesen hat. Da die Bewertung der Arbeitsleistung der Leitung des Unternehmens unterliegt, kann paradoxerweise sogar die Demonstration von Teamfähigkeit, sog. Soft Skills oder anderer sozialer Kompetenzen ein (brauchbares und manchmal auch notwendiges) Mittel werden, um Konkurrenz auszutragen.

## Internationale Kooperation
Adam Smith und David Ricardo übertrugen das Kooperationsmodell auf zwischenstaatliche Beziehungen, indem sie den Nutzen des Austauschs zwischen spezialisierten Staaten hervorhoben. In seinem gegen den merkantilistischen Handelsprotektionismus gerichteten Außenhandelsmodell beschreibt Ricardo den Nutzen des kooperativen Austauschs auch für Staaten, die in allen Branchen eine höhere Arbeitsproduktivität verfügen.
Auf politischer Ebene wird versucht, durch Kooperation den Nutzen der beteiligten Partner zu steigern. Beispiele dafür sind z. B. die Europäische Union, die Welthandelsorganisation (WTO) oder die verschiedenen Freihandelszonen.
Internationale Kooperationsverbünde oder -vorhaben entstehen im Zuge der Globalisierung in immer mehr Bereichen, z. B. in der Hochschul- und Forschungskooperation oder in der internationalen Entwicklungszusammenarbeit.

## Philosophie
John Rawls bestimmte mit der Theorie der Gerechtigkeit 1971 die Gesellschaft als ein Kooperationssystem, um Gerechtigkeit herzustellen, und zog darin Methoden der Entscheidungs- und Spieltheorie ein. Er definierte Grundsätze für die Zuweisung von Rechten und Pflichten und die richtige Verteilung gesellschaftlicher Güter. Gerechtigkeit ist „die erste Tugend sozialer Institutionen“. Solche seien Verfassung, Gedanken- und Gewissensfreiheit, Märkte mit Konkurrenz und Privateigentum an Produktionsmitteln u. a. Siehe dazu auch Gerechtigkeitstheorien. Im Sinne einer philosophischen Kategorie umfasst der Begriff Arbeit im Wesentlichen die Kooperation der Menschen in gemeinschaftlichen Arbeits- und Handlungssystemen.

## Mathematische Ansätze

### Kooperation in der Spieltheorie (Axelrod)
→ Siehe auch: Kooperative Spieltheorie
Der Mathematiker und Politikwissenschaftler Robert Axelrod beschrieb zunächst 1981 – gemeinsam mit William D. Hamilton – in einem Fachaufsatz und 1984 in seinem Buch The Evolution of Cooperation, dass Kooperation im Sinne einer Systembildung auch ohne Absprache und ohne höhere Zwänge (Gesetze, Moral …) zwischen egoistischen Elementen – Spielern – entsteht. Axelrod, der mit Computer-Modellen die Spieltheorie erforschte und verschiedene Kooperationsregeln in einem Labormodell des iterierten Gefangenendilemmas von zwei Personen gegeneinander antreten ließ, beschreibt die Robustheit der Regel Tit for Tat in Bezug auf das Eindringen einer konkurrierenden Regel, so wie diese im letzten Jahrhundert bekannt waren. Falls ein Klima der Kooperation eingetreten ist und in einer Population von Kooperateuren ein Nichtkooperateur eindringt, kann die Regel durch Defektion zuverlässig Nichtkooperateure ausschließen. Außerdem sei die Regel invasiv erfolgreich. Das heißt, in einer Welt von Nichtkooperateuren können Kooperateure mit Tit For Tat eintreten und sich behaupten, wenn ihnen die Möglichkeit gegeben wird, untereinander möglichst frei zu kooperieren und Nichtkooperateure vor der Interaktion zuverlässig zu erkennen und auszuschließen, meinte Axelrod über das Zusammenspiel von Gruppen in Zeiten der ersten Anwendungen des Computers in der Forschung. Seine Forschung für Zwei-Personen-Interaktionen wird unter festgelegten Voraussetzungen anerkannt.
Axelrod berichtete von extrem antikooperativen Verhältnissen, wie bei den Grabenkämpfen im Ersten Weltkrieg, bei denen eine Gruppe gegen einen sogenannten Feind kooperiert und dennoch mitunter eine Art Kooperation zwischen den Feinden entstand. So vermieden die gegnerischen Soldaten zeitweilig, einander zu beschießen, wenn Nahrung kam oder wenn Verwundete abtransportiert wurden. Eine beeindruckende wahre Geschichte dieser Art ist die über den Weihnachtsfrieden im Ersten Weltkrieg. Diese Art der Kooperation wurde beendet, als mehr und mehr Artillerie eingesetzt wurde.
Von der Regel Tit For Tat wurde erhofft, nicht nur eine Regel in einem Gefangenendilemma zu sein, sondern ein wesentliches gesellschaftliches Konzept eines reziproken (gegenseitigen) Altruismus. Für Zweipersonen-Interaktionen ist die Tit-for-Tat-Strategie von Axelrod und Hamilton erfolgreich; gibt es aber in einer Gruppe nur wenige, die nicht mitmachen (Defektoren oder Trittbrettfahrer), scheitert unter dieser Strategie eine Kooperation auf Dauer.
Spieltheoretische Ansätze wie der Axelrods geraten in Erklärungsnotstand, wenn a) die Zahl der Akteure sehr groß ist, b) ihre Motivationen und Präferenzen wechselseitig nicht bekannt und nur schwer zu ermitteln sind, c) das Spiel nicht wiederholt wird oder es sich um ein Endspiel handelt, d) das Verhältnis von Nutzen zu Kosten eines bestimmten Verhaltens nicht präzise ermittelt werden kann. Unter diesen Bedingungen – im Extremfall unter Bedingungen vollständiger Anarchie – bietet die Neue Institutionenökonomik möglicherweise bessere Erklärungsmodelle an, die Möglichkeiten mehr oder weniger effizienter Kooperationsstrategien aufzeigen. Andere, zum Teil annähernde Kritik, kam vom Evolutionsbiologen David Sloan Wilson.

### Agentenbasierte Modellierung
Anhand agentenbasierter Modellierung und Lévyprozessen legten Hiroki Sayama und andere nahe, dass Kooperation mit dem Wissen um die Bedürfnisse anderer und dem Erahnen möglicher Trittbrettfahrer auf nicht vollständig transparenten Märkten zunehme. Zudem seien hierfür nur geringe kognitive Fähigkeiten notwendig.

### Ergodizität (Gell-Mann, Peters, Adamou)
Vor dem Hintergrund der Ergodizität leiten Ole Peters, Murray Gell-Mann und andere seit 2016 eine Theorie der Kooperation her, nach der wiederkehrendes Pooling erneuerbarer Ressourcen und Gemeingütern grundsätzlich empfehlenswert sei und für die Beteiligten langfristig wie eine Vergrößerung der Wachstumsrate wirke.

## Kooperationsverträge
- Zum zahnärztlich-pflegerechtlichen Kooperationsvertrag siehe Kooperationsvertrag.
- Zum familienrechtlichen Schuldverhältnis siehe Kooperationsvertrag (Ehe).